# Bataille de Balikpapan (1942)
Pour les articles homonymes, voir Bataille de Balikpapan.
Seconde Guerre mondiale
Batailles
Invasion des Indes orientales néerlandaises
- Bornéo (1941-1942)
- Manado
- Tarakan (1942)
- Balikpapan (1942)
- Amboine
- Makassar
- Sumatra
- Badung
- Timor
- Première bataille de la mer de Java
- Détroit de la Sonde
- Java
- Seconde bataille de la mer de Java

La première bataille de Balikpapan se déroule les 23 et 24 janvier 1942, au large de la principale zone de la production pétrolière, le port de Balikpapan, à Bornéo, dans les Indes néerlandaises. Après avoir pris le champ pétrolifère détruit de Tarakan lors de la bataille de Tarakan, les forces japonaises (le détachement japonais Sakaguchi ; du nom de son commandant, le major-général Shizuo Sakaguchi) font mouvement sur Balikpapan dans l'espoir que le champ ne soit pas encore détruit.
Les Japonais débarquent avec succès et saisissent les installations pétrolières. Peu de temps après, une force opérationnelle de destroyers américains surprend le convoi d'invasion japonais et coule de multiples navires de transport.

## Contexte
L'armée néerlandaise à Balikpapan compte environ 1 100 soldats, sous le commandement du lieutenant-colonel de l'Armée royale des Indes néerlandaises, Cornelis van den Hoogenband. La ville elle-même est protégée par des batteries côtières, anti-aériennes et de l'artillerie de campagne. L'entrée du port est protégée par un champ de mines posé par le mouilleur de mines Soemenep sous le commandement du lieutenant T. Jellema.
Le 18 janvier 1942, le commandant néerlandais ordonne la destruction des installations pétrolières à Balikpapan et commence à évacuer son personnel vers Samarinda. Cependant, la destruction n'est pas complète ; les seuls dommages sérieux sont causés aux citernes, aux pipelines et aux quais dédiés dans la zone portuaire.

## Bataille

### À terre
Le 22 janvier, la flotte japonaise est repérée naviguant en direction du sud par un PBY Catalina américain, et le 23 janvier, des bombardiers hollandais attaquent le convoi. Malgré cela, les Japonais réussissent à débarquer dans la soirée du 24 janvier à environ 5 km au sud-est de l'aérodrome de Balikpapan. L'unité d'assaut débarque sans rencontrer de résistance et, à l'aube, elle occupe l'aérodrome. L'avance vers le sud se fait lentement en raison de la destruction des ponts, mais l'unité atteint la périphérie nord de la ville de Balikpapan dans la nuit du 25 janvier. Les troupes de la garnison hollandaise s'étant retirées, les Japonais entrent dans la ville sans se battre.
Une partie du détachement de Sakaguchi appelé l'unité d'attaque surprise, progresse à travers la rivière dans des embarcations de débarquement camouflées, et évite ainsi d'être repéré. Cette unité débarque juste au sud du réservoir à 04h30 le 25. Elle se dirige ensuite vers le village de Banoeabaroe, qu'elle atteint à 14h40, coupant ainsi la ligne de retraite néerlandaise. Tandis que l'unité avance sur la route menant à la ville de Balikpapan, elle se heurte à une colonne militaire néerlandaise, commandée par le lieutenant-colonel C. van den Hoogenband, essayant de s'échapper de Balikpapan. Après avoir vaincu cette colonne néerlandaise, l'unité d'attaque surprise rejoint la ville de Balikpapan.
Après l'occupation de Balikpapan, un nouveau détachement est formé, dirigé par le lieutenant-colonel Kume. Il reçoit l'ordre de sécuriser et de protéger les champs de pétrole. La force principale avance le long de la route de Balikpapan-Samboaja-Sangasanga-Samarinda, encerclant à proximité de Samarinda, les troupes néerlandaises restantes.

### En mer
Dans l'après-midi du 23 janvier, neuf bombardiers hollandais Martin B-10, escortés par 20 Brewster F2A Buffalo issus des 2-VLG-V (ML-KNIL) (en) et 3-VLG-V, attaquent le convoi japonais. Le navire de transport Tatsugami Maru est endommagé et le Nana Maru (en) est coulé. Près de Balikpapan, le sous-marin hollandais HNLMS K XVIII, sous le commandement du lieutenant commander van Well Groeneveld, attaque et coule le transport Tsuruga Maru et rapporte avoir endommagé le patrouilleur P-37 vers minuit. En réalité, ce dernier a été endommagé par des charges de profondeur et contraint de se retirer vers Surabaya.
Alors que la force d'invasion japonaise débarque à Balikpapan, le 24 janvier, vers 02h45, la 59e division de destroyer de l'US Navy sous le commandement du contre-amiral William A. Glassford (en) et du commander Paul H. Talbot, agissant sur les ordres de l'amiral Thomas C. Hart, attaque l'escorte japonaise menée par le contre-amiral Shōji Nishimura pendant environ quatre heures. La 59e division de destroyer, composée des navires USS Paul Jones (DD-230), USS Parrott (DD-218), USS Pope (DD-225) et USS John D. Ford (DD-228), attaque les douze navires de transport et les trois patrouilleurs les escortant. Les destroyers japonais sont à la recherche du sous-marin néerlandais aperçu plus tôt. Au moins quatre navires de transport, le Kuretake Maru, le Nana Maru, le Sumanoura Maru et le Tatsukami Maru - et le patrouilleur P-37 sont coulés dans des attaques à la torpille. Deux autres transports sont endommagés par des tirs de canon et des torpilles. Les canons d'un des transports armés endommagent le John D. Ford. Ce dernier réplique et inflige 50 blessés sur le transport avant de se retirer à 04h00.

## Conséquences

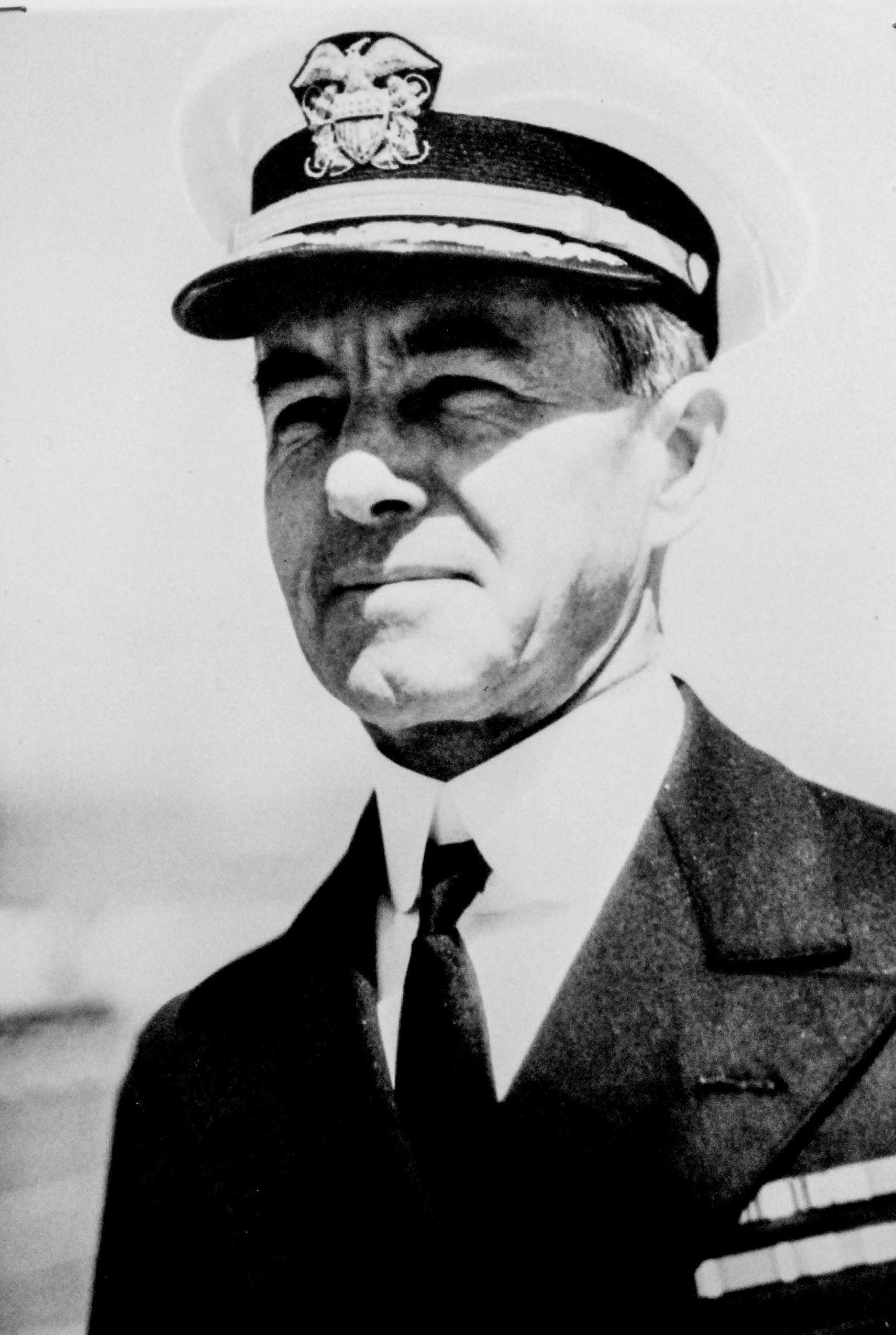
L'amiral Thomas C. Hart en 1942.

Après l'occupation de Balikpapan, les Japonais se concentrent sur Banjarmasin. L'attaque est effectuée en concentrant la force terrestre du colonel Kyohei Yamamoto et la force amphibie du capitaine Yoshibumi Okamoto du 146e régiment d'infanterie. La force terrestre commence à manœuvrer le 30 janvier tandis que la seconde unité a déjà pris la mer le 27 janvier. Bien que la force terrestre ait dû traverser une jungle dense et faire face à la chaleur et à la pluie tropicales, elle occupe rapidement les petites villes de Moera Oeja, Bongkang, Tandjoeng, Amoentai, Barabai, Kandangan et Rantau. La force amphibie se déplace seulement la nuit et lance une attaque surprise contre Kotabaru (en) sur l'île de Laut. Après avoir occupé l'aérodrome de Martapura, le 10 février, Banjarmasin est capturé sans combat. L'unité néerlandaise sous le commandement du lieutenant-colonel Henry Halkema s'étant repliée pour défendre l'aérodrome de Kotawaringin dans le centre de Bornéo.
La bataille de Balikpapan est le premier engagement de surface en Asie du Sud-Est auquel l'United States Navy participe depuis la bataille de la baie de Manille en 1898. Les destroyers américains ont utilisé toutes leurs torpilles pour seulement quelques coups au but, principalement en raison d'un problème de conception de la Mark 15 torpedo (en) dont les Américains n'ont pas, à ce moment, pris conscience. Parce que le débarquement a eu lieu vers 21h30, le raid est finalement trop tardif pour pouvoir empêcher la capture de Balikpapan.
Bien que les attaques sur les transports japonais n'ont pas réussi à prévenir la chute de Balikpapan, ils ont prouvé que la stratégie conservatrice de l'amiral Hart pouvait être utilisée efficacement contre les forces japonaises jusqu'à ce que les forces alliées en Asie du Sud-Est puissent être renforcées. C'est sous ses ordres que les destroyers mènent le raid et coulent les quatre transports. Un facteur crucial pour le succès du raid de destroyers est qu'il a été mené par une force uniquement américaine, fonctionnant selon la même doctrine et le même protocole, alors que d'autres engagements menés par les forces combinées de l'ABDACOM (la première bataille de la mer de Java, notamment) souffrent de confusion. Hart est par la suite libéré de ce commandement et remplacé par le plus audacieux Conrad Helfrich.
Balikpapan demeure sous contrôle des Japonais jusqu'en juillet 1945, lorsque ces derniers sont vaincus par une force dirigée par l'Australie dans la bataille de Balikpapan de 1945.